# Jean-Pierre Gos
 (février 2023).
Jean-Pierre Gos, né en 1949, est un acteur suisse.

## Biographie
Jean-Pierre Gos est le fils de Laetitia Gos-Lovey (1912-1998), institutrice valaisanne, et de l'écrivain genevois Charles Gos.
Jean-Pierre Gos commence comme dessinateur de presse dans divers quotidiens suisses romands et allemands ,  , . Il commence la réalisation d'une bande dessinée qu'il laisse inachevée, mais elle trouve son aboutissement sur un texte joué au Théâtre du Stalden à Fribourg par Gisèle Sallin et lui-même sous le titre d'« Éléonore, la dernière femme sur la Terre ».
Après avoir suivi les cours de l'École supérieure d'art dramatique de Genève, il exerce le métier de comédien depuis 1979. Il a joué dans plus de 70 pièces de théâtre.
L'Opéra de Lausanne lui permet de faire ses débuts aux côtés de chanteurs lyriques.
L'écriture fait également partie de son travail, d'abord pour le théâtre.
Il se lance enfin dans l'écriture pour la voix et crée en 1999 Les Roses blanches contre-attaquent, un spectacle musical.
Sa filmographie comprend à ce jour 70 films dont Vincent et Théo de Robert Altman, Jeanne d'Arc de Luc Besson, Gainsbourg, vie héroïque de Joann Sfar, Quand j'étais chanteur de Xavier Giannoli, Eden à l'ouest de Costa-Gavras et le film 100 % suisse Deux jours avec mon père d'Anne Gonthier.
La télévision lui offre également des participations à des séries et à des téléfilms.
Il est également le narrateur dans trois œuvres de Jean-Luc Godard, Liberté et Patrie, Histoire(s) du Cinéma (un volet) et Le Livre d'Image.

## Filmographie partielle

### Cinéma
- 1990 : Vincent et Théo Robert Altman
- 1999 : Jonas et Lila, à demain Alain Tanner
- 2000 : La Vie moderne Laurence Ferreira Barbosa
- 2001 : Vidocq Titof
- 2002 : Les Petites Couleurs Patricia Plattner
- 2002 : Demonlover  d'Olivier Assayas
- 2005 : Le Couperet  de Costa-Gavras
- 2005 : Quand j'étais chanteur Xavier Giannoli
- 2007 : La Chambre des morts Alfred Lot
- 2008 : Au Café Romand
- 2008 : Quelques jours avant la nuit  de Simon Edlestein
- 2009 : L'Enfance d'Icare  d'Alexandre Iordachescu
- 2009 : Bazar  de Patricia Plattner
- 2010 : Au fond des bois  de Benoît Jacquot
- 2013 : Avanti  d'Emmanuelle Antille
- 2014 : Deux jours avec mon père  d'Anne Gonthier

### Télévision
- 1987 La Commune (série télévisée)
- 1987 : Le Prince Barbare de Pierre Koralnik [9]
- 1988 Le Funiculaire des anges
- 1998 : L'Instit, épisode 4x08, Le chemin des étoiles de Claudio Tonetti : Thierry
- 2001 Thérèse et Léon
- 2006 Des fleurs pour Algernon
- 2006 La Grand' Peur dans la montagne
- 2008 Nicolas Le Floch (série télévisée)
- Le village français
- 2015 : Station Horizon
- 2016 : Le Temps d'Anna (téléfilm) de Greg Zglinski

## Théâtre (quelque pièces)
- 1979 : Les Trois Sœurs de Tchekhof, mise en scène Philippe Mentha
- 1979 : Les Nègres de Genet, mise en scène Michel Barras
- 1981 : La Locandiera de Goldoni, mise en scène Claude Santelli
- 1982 : Suspension de Stephen Honegger
- 1983 : L'Oiseau Vert de Gozzi, mise en scène Benno Besson,
- 1986 : Beckett ou l'Honneur de Dieu d'Anouilh, mise en scène Pierre Bauer
- 1989 : La femme qui perd ses jarretelles de Eugène Labiche, mise en scène de Jean-Gabriel Chobaz au Théâtre Boulimie à Lausanne
- 1995 : Le Tartuffe de Molière, mise en scène Benno Besson
- 2012 : Oncle Vania de Tchekhof, mise en scène Alain Françon
- 2014 : Les Revenants d'Ibsen, mise en scène T. Ostermeier
- 2016 : La Mouette d'Anton Tchekhov, mise en scène T. Ostermeier
- 2017 : Déjà-Vu, de JPGos, avec Célina Ramsauer
- 2020 : La Fausse Suivante de Marivaux, mise en scène Jean Liermier, au Théâtre de Carouge
- 2022 : Le malade imaginaire de Molière, mise en scène Jean Liermier, au Théâtre de Carouge
- 2023 : Une maison de poupée de Henrik Ibsen, mise en scène d'Anne Schwaller, au Théâtre de Carouge

## Auteur
- 1970 : Les papillons meurent vite[10].
- 1976 : Allez et procréez [11].
- 1978 : Un oiseau dans le plafond [note 2]
- 1980 : Solange et Marguerite, pièce de théâtre [12].
- 1981 : Les gnomes in memoriam, Éditions du Cousin [13].
- 2000 : SANS FILTRE court-métrage
- 2005 : WAZO, court-métrage sélectionné au Festival de Soleure, et au Cinéma Tout Écran de Genève

## Distinctions
- 1978 : 3ᵉ Prix des villes suisses pour Un oiseau dans le plafond[12].
- Nommé dans les meilleurs acteurs aux Swiss Film Prize en 2000 pour Jonas et Lila, à demain[14].